# Coalisland
Coalisland (en gaèlic irlandès Oileán an Ghuail) és una vila d'Irlanda del Nord, al comtat de Tyrone, a la província de l'Ulster. Està a quatre milles de Dungannon. Està situat a la  baronia de Dungannon Middle i parròquies civils de Donaghenry i Tullyniskan. Coalisland també és a prop del llac Neagh. Com el seu nom indica, antigament era un centre de mineria del carbó.

## Demografia

### Població delseglexix
La població de la ciutat va créixer durant el segle xix:
| Any      | 1841 | 1851 | 1861 | 1871 | 1881 | 1891 |
| -------- | ---- | ---- | ---- | ---- | ---- | ---- |
| Població | 451  | 627  | 661  | 598  | 677  | 785  |
| Cases    | 103  | 120  | 143  | 135  | 159  | 191  |

### Població del segle XXI
Segons el darrer cens (29 d'abril de 2001) hi havia 4.917 habitants.
- 29,6% tenien menys de 16 anys i el 12,4% en tenien 60 o més
- 48,2% de la població és masculina i el 51,8% era femenina
- 95,8% eren catòlics irlandesos i el 3,8% són protestants
- 4,6% de la població de 16–74 estaven a l'atur.[4]

## Història
El 24 d'agost de 1968, el Campanya per la Justícia Social (CSJ) l'Associació pels Drets Civils a Irlanda del Nord (NICRA), i altres grups, es va celebrar la primera marxa dels drets civils a Irlanda del Nord sortint de Coalisland per Dungannon. La manifestació va ser prohibida oficialment, però es va dur a terme, i va transcórrer sense incidents. La publicitat al voltant de la marxa va animar altres grups que protestaven per formar les branques de NICRA

### Na Tribloidí
Entre 1969 i 2001 un total de 20 persones foren assassinades dins o a la vora de Coalisland durant el Conflicte d'Irlanda del Nord. L'Exèrcit Britànic va assassinar un total de 8 persones, 7 dels quals eren militants de l'IRA Provisional i l'altre un civil catòlic, i l'IRA matà 2 soldats britànics, 3 RUCs, 3 soldats de l'UDR, 1 ex soldat de l'UDR i 2 civils catòlics, tots en incidents separats. La UVF fou responsable de d'assassinat d'un catòlic a la vila veïna d'Aughamullan.

## Townlands
Coalisland va sorgir d'una townland anomenada Brackaville i amb el temps l'àrea urbana es va estendre als townlands veïns. Aquests inclouen:
- Annagher/Anagher (de Eanach Thoir que vol dir "pantà oriental")
- Brackaville (de Bréachmhaoil que vol dir "turó del llop")
- Derry (de Doire que vol dir "roureda")
- Gortgonis (de Gort Gonaidh que vol dir "camp de la llenya" o Gort Gabha an Easa que vol dir "camp del ferrater vora la cascada")
- Gortnaskea (de Gort na Sceach o Gort na Sgeach que vol dir "camp de les espines")
- Lisnastrane (de Lios an tSruthan que vol dir "fortificació del rierol")

## Galeria d'imatges

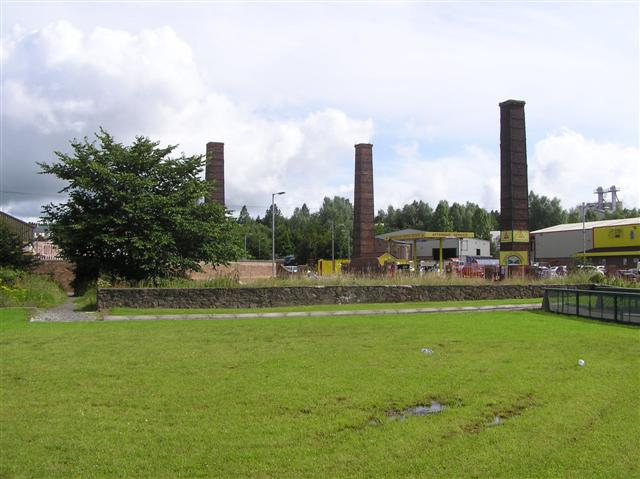
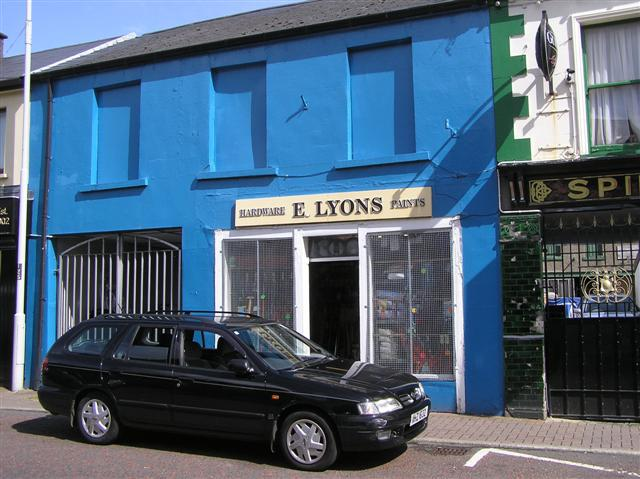
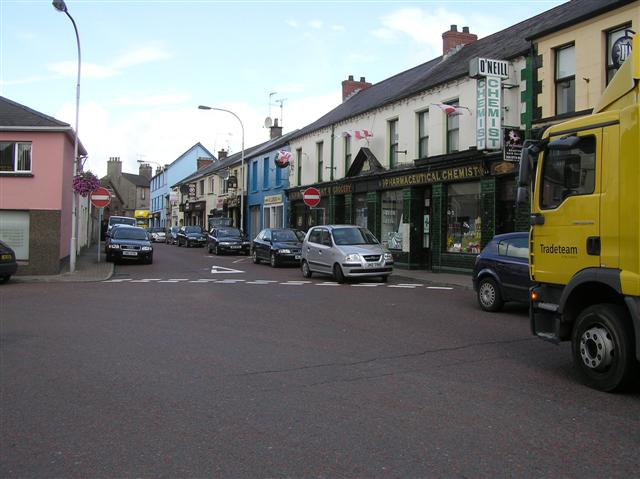
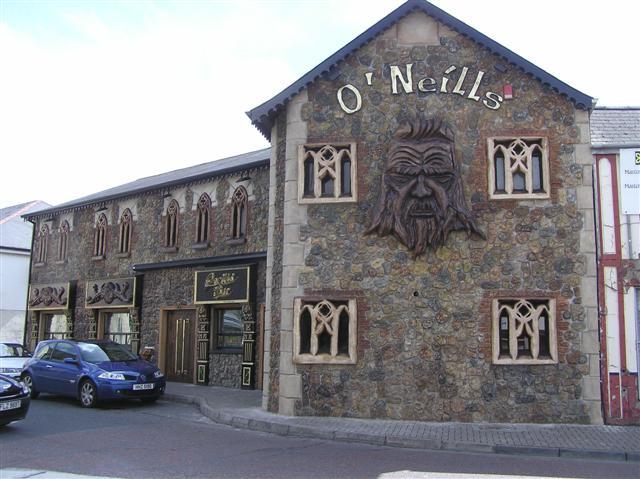